# Meskalamdug
Meskalamdug ("héroe de la buena tierra") fue un gobernante temprano (Ensi) de Ur que no aparece en la lista de reyes sumerios .
Su tumba, descubierta por el arqueólogo Inglés Sir Leonard Woolley en el Cementerio Real de Ur, en 1924, contenía numerosos objetos de oro, incluyendo un casco de oro con una inscripción del nombre del rey. El nombre de su esposa era la reina Ninbanda. Meskalamdug también fue mencionado en un sello en otra tumba con el título Lugal (rey), sin embargo debido a que su propia tumba carecía de asistentes, Woolley asumió que no era real. La controversia permanece, sin embargo, debido a que aparece el nombre de una inscripción en un abalorio descubierto en Mari por el arqueólogo francés André Parrot diez años más tarde, como el padre del rey Mesanepada de Ur, que aparece en la lista de reyes y en muchas otras inscripciones.